# Mövlud Mirəliyev
Mövlud Mustafa oğlu Mirəliyev (ur. 27 lutego 1974) – azerski judoka, brązowy medalista olimpijski, brązowy medalista mistrzostw świata.
Startuje w kategorii do 100 kg. Jego największym osiągnięciem jest brązowy medal igrzysk olimpijskich w Pekinie. W pojedynku o brązowy medal pokonał Polaka Przemysława Matyjaszka.

## Osiągnięcia

### Igrzyska olimpijskie
| Igrzyska olimpijskie | Data             | Kategoria | Miejsce |
| -------------------- | ---------------- | --------- | ------- |
| Ateny 2004           | 19 sierpnia 2004 | do 100 kg | 5.      |
| Pekin 2008           | 14 sierpnia 2008 | do 100 kg |         |

### Mistrzostwa świata
- 2003 Osaka -  brąz - open